# Московский технологический университет (МИТХТ)
Московский государственный университет тонких химических технологий имени М. В. Ломоносова (традиционная аббревиатура «МИТХТ» (произносится [митхатэ́])) — один из старейших вузов страны, осуществляющих подготовку по широкому спектру специальностей в области химических технологий. 29 мая 2015 года приказом Минобрнауки России начат процесс реорганизации вуза путём его присоединения к МИРЭА с образованием Московского технологического университета.
27 мая 2015 года Министерство образования и науки РФ опубликовало приказ о присоединении Московского государственного университета тонких химических технологий имени М. В. Ломоносова к Московскому государственному университету информационных технологий, радиотехники и электроники (МИРЭА, МГУПИ), а также о переименовании последнего в Московский технологический университет.

## История
История создания университета и его непрерывной деятельности как высшего учебного заведения начинается 1 июля 1900 года и охватывает несколько этапов.

### Физико-математический факультет Московских высших женских курсов (1900—1918)

Здание физико-химического факультета МВЖК

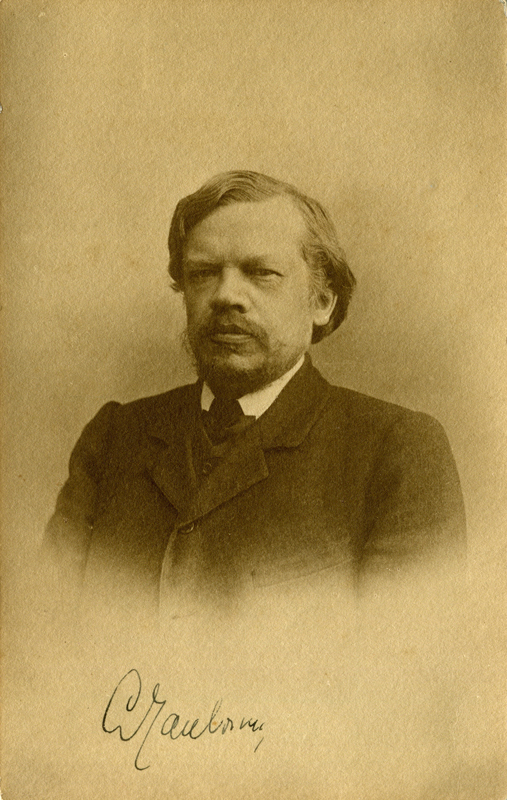
Сергей Алексеевич Чаплыгин

1 июля (14 июля по новому стилю) 1900 года были организованы Московские высшие женские курсы (МВЖК). В их состав первоначально входили два факультета: историко-философский и физико-математический. На последнем вскоре были открыты два отделения: математическое и естественное, а через несколько лет ещё два — медицинское и химико-фармацевтическое. Инициаторами создания и первыми лекторами курсов были выдающиеся учёные, впоследствии академики С. А. Чаплыгин, В. И. Вернадский, Н. Д. Зелинский, профессора В. Ф. Давыдовский, Б. К. Млодзеевский, А. Н. Реформатский, А. А. Эйхенвальд, С. Г. Крапивин. Первым директором МВЖК стал профессор В. И. Герье.

Химическая лаборатория в физико-химическом корпусе МВЖК

В 1905 году директором избирается С. А. Чаплыгин, организовавший строительство учебных корпусов на улице Малой Пироговской (бывшее Девичье поле). Он оставался на этом посту до 1918 года.
К началу Первой мировой войны МВЖК превратились в одно из самых больших высших учебных заведений страны. Число слушательниц достигло 710, а за всё время существования курсы выпустили 5760 специалистов.

Выпуск физико-математического факультета МВЖК, 1913 год

### Химический факультет 2-го Московского государственного университета (1918—1930)
16 октября 1918 года МВЖК были преобразованы во 2-й Московский государственный университет. Первым ректором 2-го МГУ был назначен академик С. С. Намёткин, работавший с 1913 года заведующим кафедрой органической химии МВЖК. На посту ректора он оставался до 1924 года. В состав 2-го МГУ вошло химико-фармацевтическое отделение, которое в 1919 году было преобразовано в химико-фармацевтический факультет. В это время на факультете работали известные профессора А. М. Беркенгейм, Б.К Млодзеевский, С. С. Намёткин, М. И. Прозин, А. Н. Реформатский, О. Н. Цубербиллер. В 1929 году факультет становится химическим факультетом втузовского типа со специальностями:
- Химико-фармацевтическая химия;
- Основная химия;
- Анилинокрасочная химия;
- Химия редких элементов;
- Коксобензольная химия;
- Органический синтез.

Выпускники факультета идут работать на заводы, привлекаются к выполнению научно-исследовательских работ, которые получают достаточно широкий размах. За 1922—1928 годы было опубликовано около 300 работ и 11 научных монографий. Наибольшие успехи достигаются в областях органической и фармацевтической химии под руководством заведующих кафедр академиков С. С. Намёткина, В. М. Родионова, профессора А. М. Беркенгейма. Производство новых медицинских препаратов внедрялось на фармацевтическом заводе, принадлежавшем факультету.

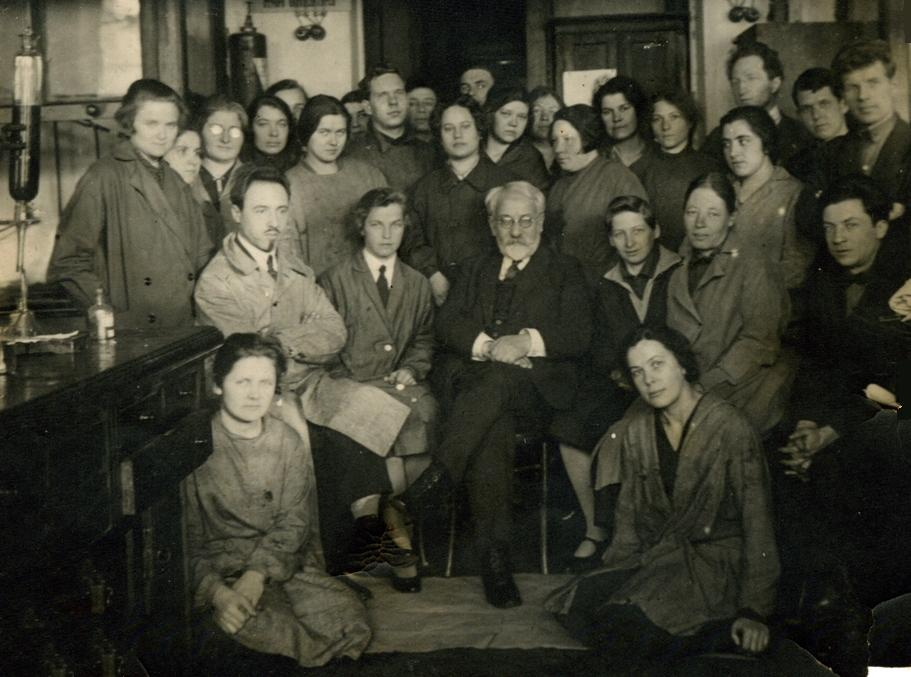
А. М. Беркенгейм со студентами 2-го МГУ

### Московский институт тонкой химической технологии (1930—1992)
18 апреля 1930 года приказом по Наркомпросу 2-й МГУ был реорганизован в три самостоятельных института: медицинский (ныне РНИМУ им. Пирогова), педагогический (ныне МПГУ) и химико-технологический (ныне МИТХТ). Последний передавался в ведение Всехимпрома ВСНХ СССР.
10 мая 1931 года химико-фармацевтический факультет стал самостоятельным и получил новое название — Московский институт тонкой химической технологии (МИТХТ). Исторически такое название института объясняется характером объектов, которые изучали студенты: это были малотоннажные химико-фармацевтические технологии, технологии платиновых металлов и редкоземельных элементов. С этого момента начинается новый этап развития института, который быстро становится одним из ведущих вузов химической промышленности. Перед ним поставили задачу подготовки специалистов для наукоёмких отраслей химической технологии. В МИТХТ впервые в стране начали подготовку инженеров по технологии тонких неорганических продуктов, синтетического каучука, тонких органических продуктов, искусственного жидкого топлива, элементоорганических соединений и по ряду других специальностей.

Завод-лаборатория 2-го МГУ

В процессе перестройки обучения в институте сохранились и развивались лучшие традиции МВЖК и 2-го МГУ: высокий теоретический уровень подготовки и сочетание учебной работы с научной, чему способствовало то, что преподавательскую работу в институте и заведование кафедрами осуществляли выдающиеся учёные и педагоги, создавшие школы и научные направления.
7 мая 1940 года за научные достижения и большие успехи в деле подготовки специалистов-химиков институту присваивается имя выдающегося русского учёного Михаила Васильевича Ломоносова.
В годы войны коллективы кафедр в сотрудничестве с промышленными предприятиями и НИИ ведут интенсивные научные исследования по оборонной тематике и внедрению выполненных разработок. Так, под руководством профессора Н. И. Гельперина была создана самая мощная советская авиабомба времён Второй мировой войны — ФАБ-5000НГ. Труд коллектива института в целом и отдельных профессоров и преподавателей высоко оценила страна. Профессора Б. А. Догадкин, Н. И. Краснопевцев, В. В. Лебединский, С. С. Медведев, С. И. Скляренко и Я. К. Сыркин были удостоены звания лауреатов Сталинской премии, доцент К. А. Большаков удостоен этого звания дважды.
Послевоенный период характеризуется интенсивной работой коллектива института по ликвидации последствий войны, созданию необходимых условий для проведения учебного процесса и научных исследований. К числу важнейших достижений послевоенного периода МИТХТ нужно отнести:
- Полный синтез ряда природных алкалоидов — пилокарпина, пилозинина, алкалоидов пропанового ряда (тропина, кокаина), ареколина, эзерина, эметина, психотрина, эматалиина, цинхонамина, тубокурарина и других алкалоидов группы кураре (магнолина, магноламина, даурицина). За эту работу профессор Н. А. Преображенский в 1952 году был удостоен звания лауреата Сталинской премии первой степени;
- Синтез физиологически активных производных пиперидина (анестетиков, анальгетиков и других лекарственных препаратов), разработку технологии и промышленное освоение выпуска высокоэффективного болеутоляющего препарата «промедол» (И.Н. Назаров, Б.В. Унковский и др.);
- Академиком А. Н. Башкировым впервые в мире и в СССР в 1959 году была внедрена промышленная технология получения высших алифатических спиртов на основе синтеза из водорода и угарного газа (так называемая «технология оксосинтеза»);
- Разработка технологии производства витаминов А1, B1, B2, Е, С и К1;
- Создание резин на основе новых типов каучуков, работающих при высоких и низких температурах в тяжёлых эксплуатационных условиях.

Историческое здание МИТХТ на Малой Пироговской улице

О высоких научно-техническом исследованиях, проводимых в институте, свидетельствует тот факт, что МИТХТ занял одно из первых мест среди вузов и НИИ по числу реализуемых изобретений. Сотрудники института публиковали 450—500 научных статей и получали 50—60 авторских свидетельств на изобретения в год. Институт выполнял научные исследования по хозяйственным договорам и договорам о содружестве с промышленными предприятиями и отраслевыми НИИ, число которых превышало 150.
МИТХТ, по сути дела, превратился в комплекс ВУЗа и НИИ. На 2500—3000 студентов, помимо 400 профессоров и преподавателей, работали более 900 научных сотрудников. Два к одному — вот то соотношение студентов и научно-педагогических сотрудников, которое было достигнуто в МИТХТ.
11 февраля 1971 года за заслуги в подготовке специалистов для народного хозяйства и развитии научных исследований институт был награждён орденом Трудового Красного Знамени.

### Московская государственная академия тонкой химической технологии имени М. В. Ломоносова (1992—2011)

Занятия на кафедре неорганической химии

В 1992 году Московский институт тонкой химической технологии имени М. В. Ломоносова получил новый, более высокий образовательный статус — статус академии. С изменением названия поменялся статус и диапазон работ вуза: наряду с традиционными технологическими появились новые специальности гуманитарно-управленческого профиля: «Экономика и управление на предприятии (химическая промышленность)», «Защита окружающей среды», «Стандартизация и сертификация». Эти специальности подчинены основным технологическим и решают свои узкопрофильные задачи.

Лабораторная работа на кафедре физической химии

До перехода на многоуровневую структуру обучение студентов велось по одному направлению «Химическая технология и биотехнология», в состав которого входило 7 специальностей. После перехода академия вела подготовку специалистов по семи направлениям бакалавриата, пяти направлениям магистратуры (включающим 26 магистерских программ) и 13 специальностям (включающим 25 специализаций) по очной и очно-заочной формам обучения, а также осуществляла послевузовское образование по 24 специальностям и дополнительное образование по основным образовательным программам МИТХТ.
Для реализации в МИТХТ многоуровневой системы высшего образования были открыты новые учебные подразделения. Наряду с основными выпускающими факультетами обучение студентов осуществлялось на естественнонаучном факультете, гуманитарном факультете, факультете менеджмента, экологии и экономики, инженерном факультете, факультете дополнительного образования, в Институте дистанционного образования.
По данным Федерального агентства по надзору в сфере образования и науки за 2008 год в МИТХТ работал один из самых высококвалифицированных научно-педагогических коллективов среди технических академий и университетов России: доктора и кандидаты наук составляли около 80 % преподавателей. В академии обучалось в общей сложности 4500 студентов и аспирантов, преподавало 119 профессоров, докторов наук и 218 доцентов, кандидатов наук.

### Московский государственный университет тонких химических технологий (2011—2025)
В 2011 году академия получила статус университета.
27 мая 2015 года Министерство образования и науки РФ опубликовало приказ о присоединении Московского государственного университета тонких химических технологий имени М. В. Ломоносова к Московскому государственному университету информационных технологий, радиотехники и электроники (МИРЭА, МГУПИ), а также о переименовании последнего в Московский технологический университет.
На базе института реализуется проект «Инновационные лекарства и инженерия здоровья» в рамках программы «Приоритет 2030».
На базе института действуют более 95 лабораторий и 4 мегалаборатории:
- Научно-образовательный центр по биосинтезу, выделению и очистке  монклональных антител (созда нный вместе с компанией Generium).
- Лаборатория разработки и трансфера микрофлюидных технологий (РИТМ).
- Учебно-научный центр каталитических и массообменных процессов.
- Учебно-научный центр «Эластомеры. Термопласты. Технологии».

## Руководители МИТХТ
- 1900—1905 — Владимир Иванович Герье (директор МВЖК)
- 1905—1919 — Сергей Алексеевич Чаплыгин (директор МВЖК)
- 1919—1924 — Сергей Cеменович Намёткин (ректор 2-го ИГУ)
- 1924—1930 — Альберт Петрович Пинкевич (ректор 2-го МГУ)
- 1931—1937 — Семен Яковлевич Плоткин (директор МИТХТ)
- 1937—1947 — Григорий Данилович Вовченко (директор МИТХТ им. М.В. Ломоносова)
- 1947—1953 — Павел Игнатьевич Зубов (директор МИТХТ им. М.В. Ломоносова)
- 1953—1957 — Николай Антонович Мышко (директор МИТХТ им. М.В. Ломоносова)
- 1958—1971 — Кирилл Андреевич Большаков (ректор МИТХТ им. М.В. Ломоносова)
- 1971—1975 — Владимир Иванович Ксензенко (ректор МИТХТ им. М.В. Ломоносова)
- 1976—1989 — Сергей Cергеевич Кипарисов (ректор МИТХТ им. М.В. Ломоносова)
- 1989—2005 — Владимир Савельевич Тимофеев (ректор МИТХТ им. М.В. Ломоносова)
- 2005—2015 — Алла Константиновна Фролкова (ректор МИТХТ им. М.В. Ломоносова)
- 2015—2016 — Виталий Рафаилович Флид (директор ИТХТ в составе МИРЭА)
- 2016 — н.в. — Маслов Михаил Александрович (директор ИТХТ им. М. В. Ломоносова в составе РТУ МИРЭА)[14]

## Награды
- В соответствии с Указом Президиума Верховного Совета СССР от 20 октября 1956 года Московский институт тонкой химической технологии им. Ломоносова награждён медалью «За освоение целинных земель»[15];
- В соответствии с Указом Президиума Верховного Совета СССР от 11 февраля 1971 года за заслуги в подготовке специалистов для народного хозяйства и развитии научных исследований Московский институт тонкой химической технологии им. М. В. Ломоносова награждён орденом Трудового Красного Знамени[16].

## Направления бакалавриата[17]
- Химия
- Химическая технология
- Биотехнология
- Материаловедение и технологии материалов
- Стандартизация и метрология
- Техносферная безопасность
- Прикладная информатика
- Прикладная математика
- Менеджмент
- Экономика

## Магистерские программы[18]
- Химия:
  - Неорганическая химия
  - Аналитическая химия
  - Органическая химия
  - Физическая химия
  - Коллоидная химия
  - Химический и ферментативный катализ
  - Медицинская химия
  - Химия высокомолекулярных соединений
- Химическая технология:
  - Химия и технология продуктов основного органического и нефтехимического синтеза
  - Химия и технология элементоорганических соединений
  - Химическая технология природных энергоносителей и углеродных материалов
  - Химическая технология высокомолекулярных соединений
  - Химическая технология переработки пластических масс и композиционных материалов
  - Структурообразование в гетерофазных системах в технологии получения и переработки полимерных материалов и ПКМ
  - Технология переработки эластомеров
  - Технология и конструирование изделий на основе эластомерных материалов
  - Нанотехнология органических светочувствительных материалов
  - Процессы и аппараты химической технологии
  - Информационные системы в химической технологии и биотехнологии
  - Теоретические основы химической технологии
  - Химия и технология биологически активных веществ
  - Физико-химические основы наукоемких технологий органических веществ
  - Химия и технология катализаторов и каталитических процессов
  - Химия и технология промышленного катализа
- Биотехнология:
  - Молекулярная и клеточная биотехнология
  - Технология биофармацевтических препаратов
  - Фармацевтический инжиниринг
- Материаловедение и технология материалов:
  - Материаловедение и технология наноматериалов и покрытий
  - Материаловедение, процессы получения и переработки неорганических порошковых и композиционных материалов
  - Теоретическое и прикладное полимерное материаловедение
  - Физико-химические исследования новых материалов и процессов
  - Физическое материаловедение и технология материалов электронной техники
- Техносферная безопасность:
  - Мониторинг территорий с высокой антропогенной нагрузкой
- Стандартизация и сертификация:
  - Всеобщее управление качеством
- Промышленная фармация.

## МИТХТ в рейтингах
В 2012 году МИТХТ был признан эффективным ВУЗом (согласно мониторингу Министерства образования РФ), занимая 35-е место в общем рейтинге.
В официальном общероссийском перечне вузов, составленном Минобразования РФ, занимает 21-е место среди технических и технологических вузов.
В 2013 году МИТХТ занял 9-е место среди технических вузов Москвы по среднему баллу ЕГЭ зачисленных на первый курс. По данным сводного национального рейтинга университетов России, вуз на 2013 год занимает 77-е место из 161 позиции. По данным мониторинга образовательных учреждений за 2013 год МИТХТ признан эффективным.

## Известные выпускники
Основная категория: Категория:Выпускники МИТХТ